# Tagris
Els tagris o tagres (llatí: tagri, grec tagroi) o tagori foren un poble de Sarmàcia a la frontera amb Dàcia. El seu nom sembla una forma derivada de l'ètim eslau zagora, que significa 'tramuntà'.